# Douglas Lowe
Douglas Gordon Arthur Lowe (Manchester, 7 agosto 1902 – Cranbrook, 30 marzo 1981) è stato un mezzofondista britannico, vincitore di due medaglie d'oro negli 800 metri piani ai Giochi olimpici di Parigi 1924 e di Amsterdam 1928.

## Palmarès
| Anno | Manifestazione  | Sede      | Evento       | Risultato | Prestazione | Note            |
| ---- | --------------- | --------- | ------------ | --------- | ----------- | --------------- |
| 1924 | Giochi olimpici | Parigi    | 800 m piani  | Oro       | 1'52"4      | Record europeo  |
| 1924 | Giochi olimpici | Parigi    | 1500 m piani | 4º        | 3'57"0      |                 |
| 1928 | Giochi olimpici | Amsterdam | 800 m piani  | Oro       | 1'51"8      | Record olimpico |
| 1928 | Giochi olimpici | Amsterdam | 4 × 400 m    | 5º        | 3'16"4      |                 |